# 4189 Sayany
4189 Sayany este un asteroid din centura principală, descoperit pe 22 septembrie 1979 de Nikolai Cernîh.